# 凱恩鎮區 (阿肯色州懷特縣)
凱恩鎮區（英語：Cane Township）是位於美國阿肯色州懷特縣的一個行政鎮區。

## 地方資料
凱恩鎮區的面積為88.21平方千米，當中陸地面積為88.17平方千米，而水域面積為0.04平方千米。根據2010年美國人口普查的數據，當地共有人口1738人，而人口密度為每平方千米19.7人。